# Herbosa
Herbosa ist ein spanischer Ort in der Provinz Burgos der Autonomen Gemeinschaft Kastilien und León. Der Ort gehört zur Gemeinde Valle de Valdebezana. Herbosa ist über die Straße BU-642 zu erreichen. Der Ort in der Nähe des Ebrostausees liegt 102 Kilometer nördlich der Provinzhauptstadt Burgos.

## Sehenswürdigkeiten
- Ermita de San Valentín, ursprünglich errichtet im 12. Jahrhundert und im 16. Jahrhundert umgebaut, heute in ruinösem Zustand
- Pfarrkirche Santiago Apóstol, erbaut im 20. Jahrhundert